# My Australian Story
My Australian Story (Meine australische Geschichte) ist eine Buchreihe historischer Romane für ältere Kinder, die von dem US-amerikanischen Verlag Scholastic in Australien herausgegeben wird und von der US-amerikanischen Reihe Dear America inspiriert wurde. Ein jedes Buch ist in Form eines fiktiven Tagebuchs eines jungen Menschen geschrieben, der während eines wichtigen Ereignisses oder Zeitabschnitts der australischen Geschichte lebt.
Ein bekannter Band von My Australian Story beispielsweise ist der Band Atomic Testing: The Diary of Anthony Brown, Woomera, 1953 (Atomtests: Das Tagebuch von Anthony Brown, Woomera, 1953) über Kernwaffentests in Australien von Alan Tucker (2009).
Die folgende Übersicht erhebt keinen Anspruch auf Aktualität oder Vollständigkeit.

## Bände (Auswahl)
- On Board the Boussole: The Diary of Julienne Fulbert, Laperouse's Voyage of Discovery, 1785–1788. Christine Edwards (2002)
- Surviving Sydney Cove: The Convict Diary of Elizabeth Harvey, Sydney, 1790. Goldie Alexander (2000)
- The Rum Rebellion: The Diary of David Bellamy, Sydney Town, 1807–1808. Libby Gleeson (2001)
- A Banner Bold: The Diary of Rosa Aarons, Ballarat Goldfield, 1854. Nadia Wheatley (2000)
- Archer's Melbourne Cup: The Diary of Robby Jenkins, Terara, New South Wales, 1860–1861. Vashti Farrer (2007)
- New Gold Mountain: The Diary of Shu Cheong, Lambing Flat, New South Wales, 1860–1861. Christopher W. Cheng (2005)
- Riding with Thunderbolt: The Diary of Ben Cross Northern NSW, 1865. Allan Baillie (2004)
- The Yankee Whaler: The Diary of Thomas Morris, Bunbury, Western Australia, 1876. Deborah Lisson (2001)
- Claw of the Dragon: The Diary of Billy Shanghai Hamilton, Broome, Western Australia, 1899–1900. Patricia Bernard (2008)
- Plagues and Federation: The Diary of Kitty Barnes, The Rocks Sydney – 1900. Vashti Farrer (2000)
- The Melting Pot: The Diary of Edward, Chek Chee, Sydney, 1903–1904. Christopher W. Cheng (2007)
- Our Enemy, My Friend: The Diary of Emma Sheldrake, Adelaide Hills, 1915. Jenny Blackman (2005)
- A Different Sort of Real: The Diary of Charlotte McKenzie, Melbourne, 1919–1919. Kerry Greenwood (2001), also titled The Deadly Flu as printed in 2012, and Contagion: My Australian Story, Scholastic Australia, 2020.[4]
- Fords and Flying Machines: The Diary of Jack McLaren, Longreach, 1919–1921. Patricia Bernard (2003)
- Outback: The Diary of Jimmy Porter, Central Australia, 1927–1928. Christine Harris (2005), ISBN 1-86504-850-X
- Our Don Bradman: The Diary of Victor McDonald, Sydney, 1932. Peter Allen (2004)
- Who am I? The Diary of Mary Talence, Sydney, 1937. Anita Heiss (2001)
- The Bombing of Darwin: The Diary of Tom Taylor, Darwin, 1942. Alan Tucker (2002)
- My Story: Journey to Tangiwai, The Diary of Peter Cotterill, Napier 1953. David Hill (2003)
- Atomic Testing: The Diary of Anthony Brown, Woomera, 1953. Alan Tucker (2009), ISBN 978-1-74169-217-4
- A Marathon of Her Own: The Diary of Sophia Krikonis, Melbourne, 1956. Irini Savvides (2004)
- Snowy: The Diary of Eva Fischer, Cabramurra, 1958–1959. Siobhan McHugh (2003)
- A Tale of Two Families: The Diary of Jan Packard, Melbourne, 1974. Jenny Pausacker (2000)
- Cyclone Tracy: The Diary of Ryan Turner, Darwin, 1974. Alan Tucker (2006)
- Refugee: The Diary of Ali Ismail, Woomera, 2001–2002. Alan Sunderland (2006)
- The Hunt for Ned Kelly. Sophie Masson (2010)
- The Phar Lap Mystery. Sophie Masson (2010)
- My Father's War. Sophie Masson (2011)
- The Melting Pot. Christopher Cheng (2011)
- Secrets and Sisterhood. Jenny Pausacker (2012)
- The Rum Rebellion. Libby Gleeson (2012)
- Snatched. Pirates. Patricia Barnard (2012)
- The Deadly Flu. Kerry Greenwood (2012)
- Voyage to Botany Bay. Chrissie Michaels (2012)
- Sydney Harbour Bridge. Vashti Farrer (2012)
- Heroes of Tobruk. David Mulligan (2012)
- Escape from Cockatoo Island. Yvette Poshoglian (2013)
- Gallipoli. Alan Tucker (2013)
- Fremantle Prison Break. Deborah Lisson (2013)
- Kokoda. Alan Tucker (2014)
- Convict Girl. Chrissie Michaels (2014)
- Black Sunday: Australia's Biggest Beach Rescue.Evan McHugh (2016)